# Ollé
Ollé é uma comuna francesa na região administrativa do Centro, no departamento Eure-et-Loir. Estende-se por uma área de 12,95 km². Em 2010 a comuna tinha 632 habitantes (densidade: 48,8 hab./km²).